# Костючёнок, Виктор Павлович
Ви́ктор Па́влович Костючёнок (бел. Віктар Паўлавіч Касцючонак; 7 июня 1979, Минск, СССР) — белорусский хоккеист; тренер.

## Биография
В 1995 начал карьеру. В 1995—2001 выступал за минскую «Юность» и в это время также отыграл несколько матчей в других клубах белорусской экстралиги и немецкой хоккейной лиги на правах аренды. В 2001—2003 играл в лиге Магнуса за французский «Брест». В 2003—2006 вновь выступал за «Юность». В 2006—2007 играл в российской суперлиге за тольяттинскую «Ладу». В 2007—2008 вновь игрок «Юности». С 2008 игрок Континентальной хоккейной лиги. Сначала выступал за хабаровский «Амур», а в конце 2009 перешёл в московский «Спартак». В 2010 выступал за «Динамо-Минск».

### Национальная сборная
За молодёжную сборную Беларуси выступал в 1997—1999. Участник молодёжного чемпионата мира 1999. С 2002 выступает за сборную Беларуси. Участник чемпионатов мира 2006, 2007, 2008, 2009 и 2010, а также Олимпийских игр 2010. В составе сборной Беларуси провёл 98 игр и набрал 24 очка.

## Достижения
- 2004 — чемпион Беларуси.
- 2005 — чемпион и обладатель кубка Беларуси.
- 2006 — чемпион Беларуси.
- 2008 — серебряный призёр чемпионата Беларуси.

## Статистика (главный тренер)
Последнее обновление: 30 мая 2016 года
| Команда  | Турнир-сезон | Регулярный сезон | Регулярный сезон | Регулярный сезон | Регулярный сезон | Регулярный сезон | Регулярный сезон | Регулярный сезон | Регулярный сезон | Регулярный сезон | Плей-офф | Плей-офф | Плей-офф  |
| Команда  | Турнир-сезон | И                | В                | ВО/ВБ            | Н                | ПО/ПБ            | П                | О                | О%               | Результат        | В        | П        | Результат |
| -------- | ------------ | ---------------- | ---------------- | ---------------- | ---------------- | ---------------- | ---------------- | ---------------- | ---------------- | ---------------- | -------- | -------- | --------- |
| Сарыарқа | ВХЛ 2015-16  | 4                | 1                | 1                | -                | 2                | 0                | 7                | 58,3%            | смена должности  |          |          |           |
| Сарыарқа | ВХЛ 2018-19  |                  |                  |                  |                  |                  |                  |                  |                  |                  |          |          |           |